# 松浦加代子
松浦 加代子（まつうら かよこ、1963年〈昭和38年〉2月10日 - ）は、日本の政治家、教諭。滋賀県湖南市長（1期）。

## 来歴
現在の滋賀県湖南市出身。甲西町立三雲小学校（現在の湖南市立三雲小学校）、甲西町立甲西中学校（現在の湖南市立甲西中学校）、滋賀県立膳所高等学校を経て、滋賀大学教育学部卒業。小学校教諭、教頭、校長を経て、湖南市教育委員会の学校教育課長、湖南市教育長などを務める。
2024年1月、湖南市長の生田邦夫が転倒により腰椎を圧迫骨折。公務に支障をきたしたため、10月19日、10月27日投開票の市長選挙には不出馬と表明し、市長を1期限りで退任した（生田は11月25日に死去）。これに代わり、前教育長の松浦が湖南市長選挙に立候補することを表明。市長選挙には元市長の谷畑英吾と新人の元湖南市議の2人も出馬したが、松浦は2人を破り、初当選を果たした。